# Đại học Bristol
Đại học Bristol là một trường đại học nghiên cứu ở Bristol, Anh. Nó đã nhận được điều lệ hoàng gia vào năm 1909, mặc dù nó có thể truy nguyên nguồn gốc của một trường Merchant Venturers được thành lập năm 1595 và Đại học College, Bristol, tồn tại từ năm 1876.
Bristol được tổ chức thành sáu khoa học thuật bao gồm nhiều trường và các khoa điều hành hơn 200 khóa học đại học, phần lớn ở khu vực Tyndalls Park của thành phố. Trường đại học có tổng thu nhập 642,7 triệu bảng trong năm 2017-18, trong đó 164.0 triệu bảng là từ các khoản tài trợ và hợp đồng nghiên cứu. Đây là nhà tuyển dụng độc lập lớn nhất ở Bristol.
Các học giả hiện tại của trường bao gồm 21 nghiên cứu sinh của Học viện Khoa học Y khoa, 13 nghiên cứu sinh của Học viện Anh, 13 nghiên cứu sinh của Học viện Kỹ thuật Hoàng gia và 44 nghiên cứu sinh của Hiệp hội Hoàng gia. Trường đại học đã được liên kết với 13 người đoạt giải Nobel trong suốt lịch sử của nó, bao gồm Paul Dirac, Sir William Ramsay, Cecil Frank Powell, Sir Winston Churchill, Dorothy Hodgkin, Hans Albrecht Bethe, Max Delbrück, Gerhard Herzberg, Sir Nevill Francis Mott, Sir Paulill, Harold Pinter, Jean-Marie Gustave Le Clézio và gần đây nhất, người đoạt giải Nobel Kinh tế 2015 Angus Deaton.
Đại học Bristol là thành viên của Tập đoàn Russell của các trường đại học chuyên sâu về nghiên cứu của Anh, Tập đoàn Coimbra toàn châu Âu  và Mạng lưới các trường đại học toàn cầu, trong đó Phó hiệu trưởng trước đây của trường đại học, Eric Thomas, là chủ tịch từ năm 2005 đến Năm 2007  Ngoài ra, trường đại học có một Điều lệ Erasmus, gửi hơn 500 sinh viên mỗi năm đến các tổ chức đối tác ở châu Âu. Đại học Bristol có trung bình 6,4 (khoa Khoa học) đến 13,1 (Khoa Y & Nha khoa) ứng viên cho mỗi vị trí đại học.

## Lịch sử

### Thành lập
Tiền thân sớm nhất của trường đại học là khoa kỹ thuật của trường đại học kỹ thuật Merchant Venturers (được thành lập vào đầu năm 1595), trở thành khoa kỹ thuật của Đại học Bristol. Trường đại học này cũng được đi trước bởi Trường Y khoa Bristol (1833) và Đại học College, Bristol, được thành lập vào năm 1876, nơi bài giảng đầu tiên của nó chỉ có 99 sinh viên tham dự. Trường đại học đã có thể nộp đơn xin điều lệ hoàng gia nhờ sự hỗ trợ tài chính của các gia đình Wills, Fry và Colston, những người đã tạo ra vận may trong các đồn điền thuốc lá, sô cô la, và (thông qua Edward Colston) buôn bán nô lệ xuyên Đại Tây Dương, tương ứng. Một nghiên cứu năm 2018 do trường đại học ủy nhiệm ước tính 85% số tiền từ thiện được sử dụng cho nền tảng của tổ chức có liên quan trực tiếp đến việc buôn bán nô lệ xuyên Đại Tây Dương.
Hiến chương hoàng gia đã đạt được vào tháng 5 năm 1909, với 288 sinh viên đại học và 400 sinh viên khác vào đại học vào tháng 10 năm 1909. Henry Overton Wills III trở thành thủ tướng đầu tiên của nó. Đại học này là trường đầu tiên trong cả nước kết nạp phụ nữ trên cơ sở giống như nam giới.  Tuy nhiên, phụ nữ bị cấm thi trong môn y học cho đến năm 1906.